# Argent trop cher
Singles de Téléphone
J'sais pas quoi faire / La Bombe humaine
(1980) Ça (c'est vraiment toi)
(1982)
Pistes de Au cœur de la nuit
Les Ils et les Ons Ordinaire
Argent trop cher est une chanson composée par le groupe Téléphone, sortie en 1980 dans l'album Au cœur de la nuit et chantée par Jean-Louis Aubert.
Elle s'est classée à la 16e place des ventes en France début 1981.

## Classements
| Classement (1981) | Meilleure position |
| ----------------- | ------------------ |
| France (IFOP)     | 16                 |

## Reprises
- La chanson est reprise par Christophe Maé, Jenifer, Céline Dion et Pascal Obispo lors de la série de concerts des Enfoirés en 2008
- Les Bidochons rebaptisés Les Bidophones ont parodié cette chanson en 1997 sur l'album Cache ton machin

## Autres références artistiques
- Le recueil "Mon péché ? Capitale !" Évidence Édition 09/2018, 314 p.  (ISBN 979-1-03480-831-1) inclut une novella de Karine Géhin baptisée Argent trop cher, référence éponyme à la chanson de Téléphone.